# 酒殿駅

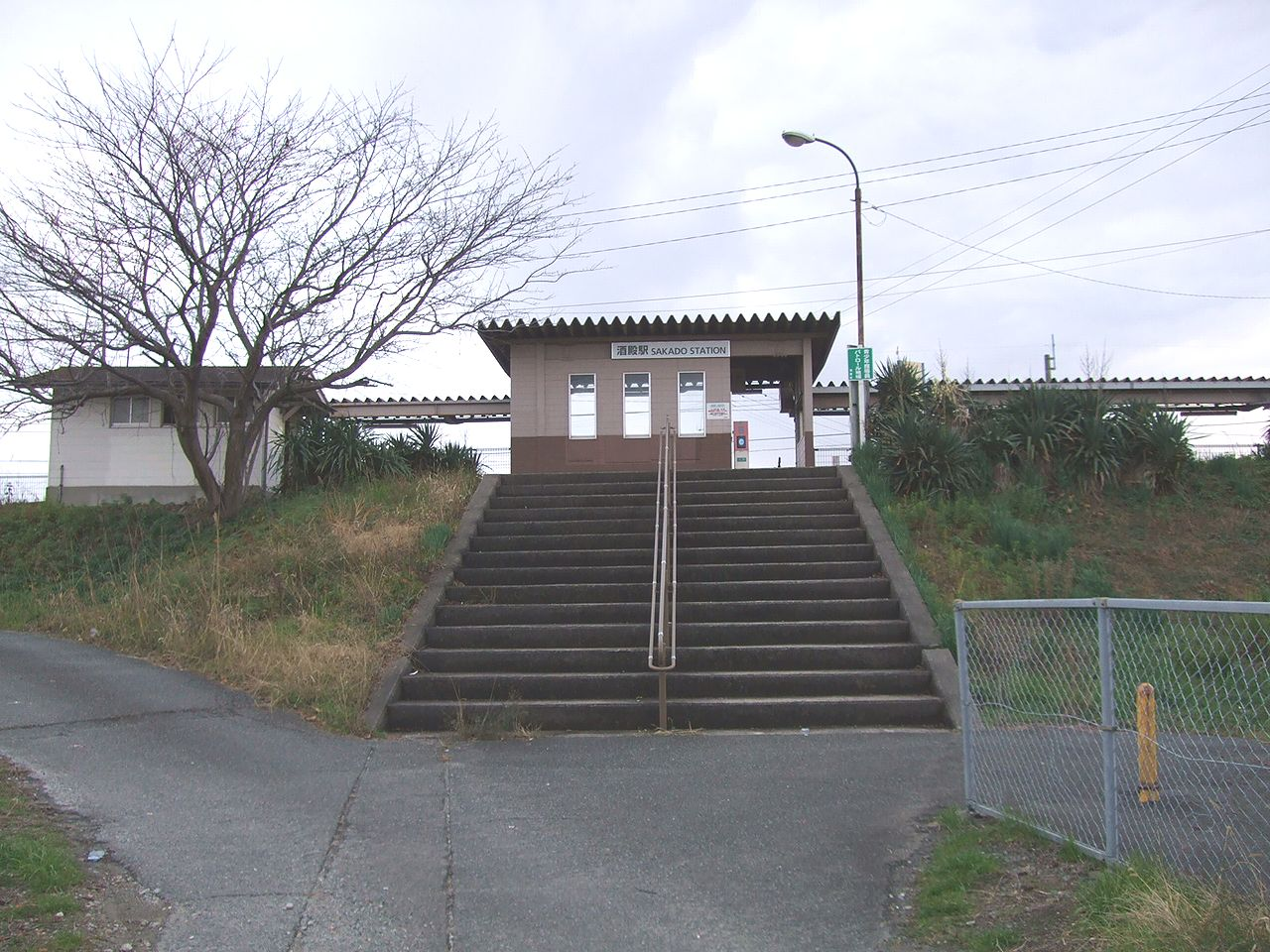
駅舎（北口）

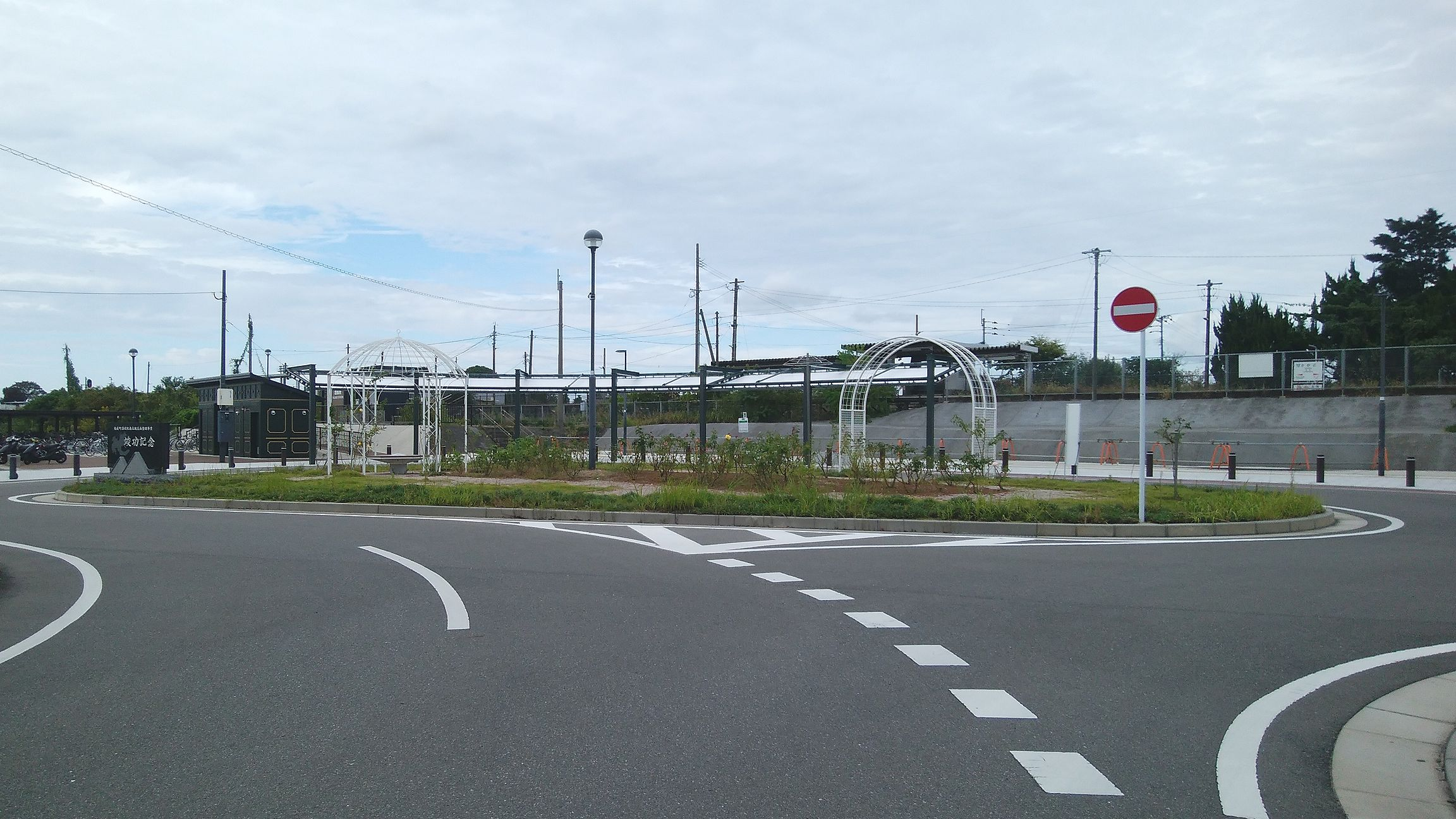
南口広場

酒殿駅（さかどえき）は、福岡県糟屋郡粕屋町大字酒殿にある、九州旅客鉄道（JR九州）香椎線の駅である。駅番号はJD12。
1985年（昭和60年）まで当駅から勝田線志免駅への貨物支線の旅石支線が分岐していた。

## 歴史
- 1904年（明治37年）1月1日：博多湾鉄道（1920年、博多湾鉄道汽船に改称）が開設[3]。
- 1905年（明治38年）7月21日：酒殿停車場閉鎖[4]。
- 1909年（明治42年）8月1日：糟屋線の貨物支線として酒殿 - 志免間の旅石支線が開通し酒殿停車場復活[5]。同日、
- 1909年（明治42年）8月1日：酒殿 - 志免駅間貨物専用旅石支線開業（1915年3月11日、旅石に延長）[2]。
- 1942年（昭和17年）9月19日：陸上交通事業調整法の為に戦時合併が行われ、博多湾鉄道汽船は筑前参宮鉄道等と九州電気軌道と合併で、西日本鉄道糟屋線所属の西鉄酒殿駅となる。
- 1944年（昭和19年）5月1日：西日本鉄道糟屋線が戦時買収により国有化され、運輸通信省香椎線に継承[2]。同酒殿駅となる。
- 1961年（昭和36年）12月21日：貨物業務取扱廃止[2]。
- 1974年（昭和49年）3月5日：荷物扱い廃止[2]。出札駅員無配置駅となる．但し、列車交換等のタブレット閉塞取扱と、貨物の転轍機と信号の取扱要員の，運転要員は1985年度末迄は配置．1986年度のCTC運用開始で、自動信号の運用開始され、完全無人化実施。[6]。
- 1985年（昭和60年）1月1日：貨物専用旅石支線廃止[2]。
- 1987年（昭和62年）4月1日：国鉄分割民営化に伴い、九州旅客鉄道（JR九州）の駅となる[2]。
- 1993年（平成5年）11月28日：午後4時ごろ、不審火により駅舎が全焼[7]。
- 2006年（平成18年）4月1日：有人化。
- 2009年（平成21年）3月1日：ICカード「SUGOCA」の利用が可能となる[8]。
- 2015年（平成27年）3月14日：駅遠隔案内システム（Smart Support Station）「ANSWER」の導入に伴い無人化[9]。
- 2018年（平成30年）：駅周辺の「粕屋町酒殿駅南土地区画整理事業」により、駅前広場や駅舎などの整備を開始[10]。
- 2022年（令和4年）3月12日：土地区画整備事業が竣工[11]。駅前ロータリーにシンボルアート、竣工碑及び緑色の公衆トイレ整備。

## 駅構造

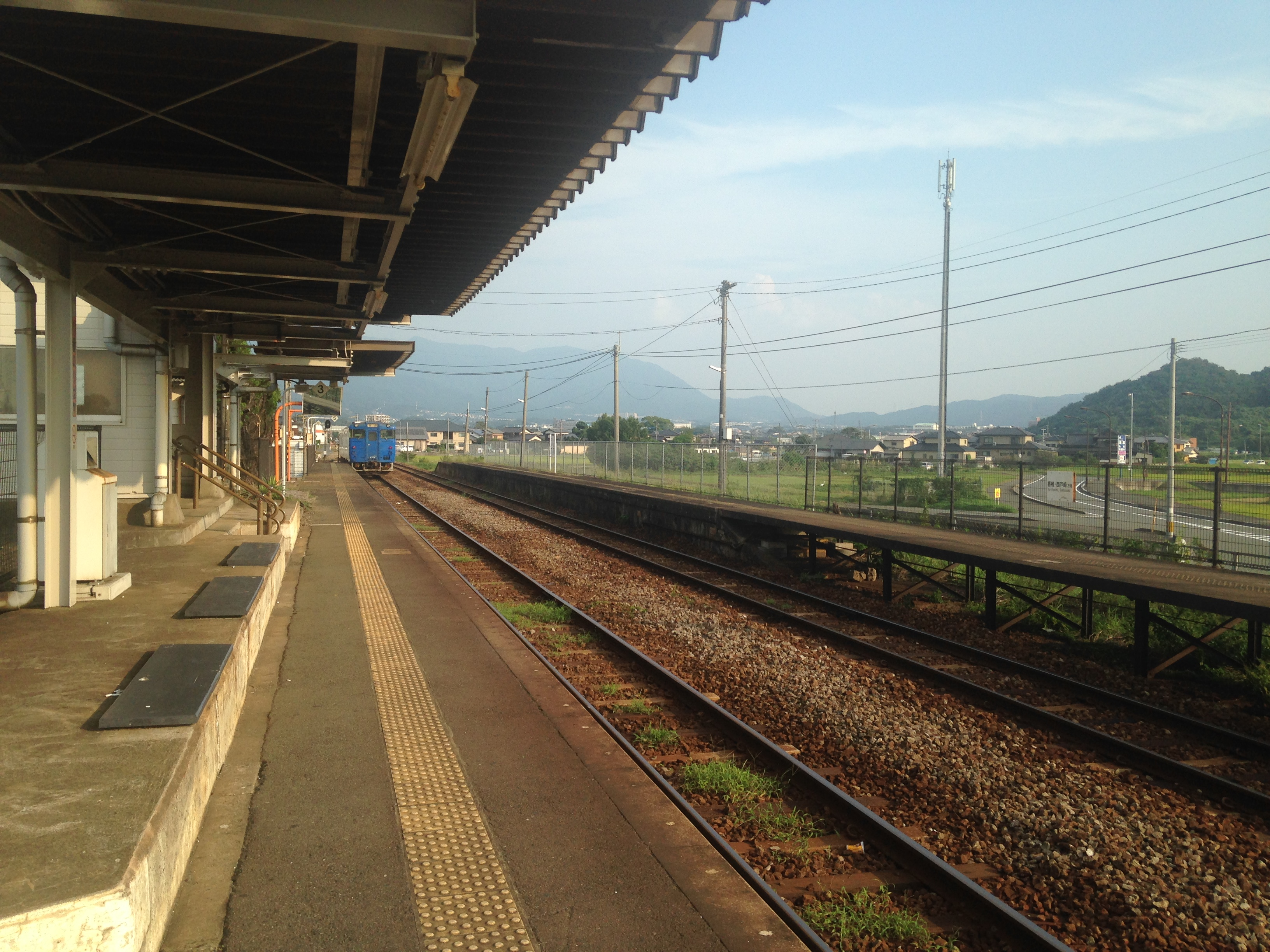
ホーム（2016年9月）
構内踏切は画像の反対側にある）

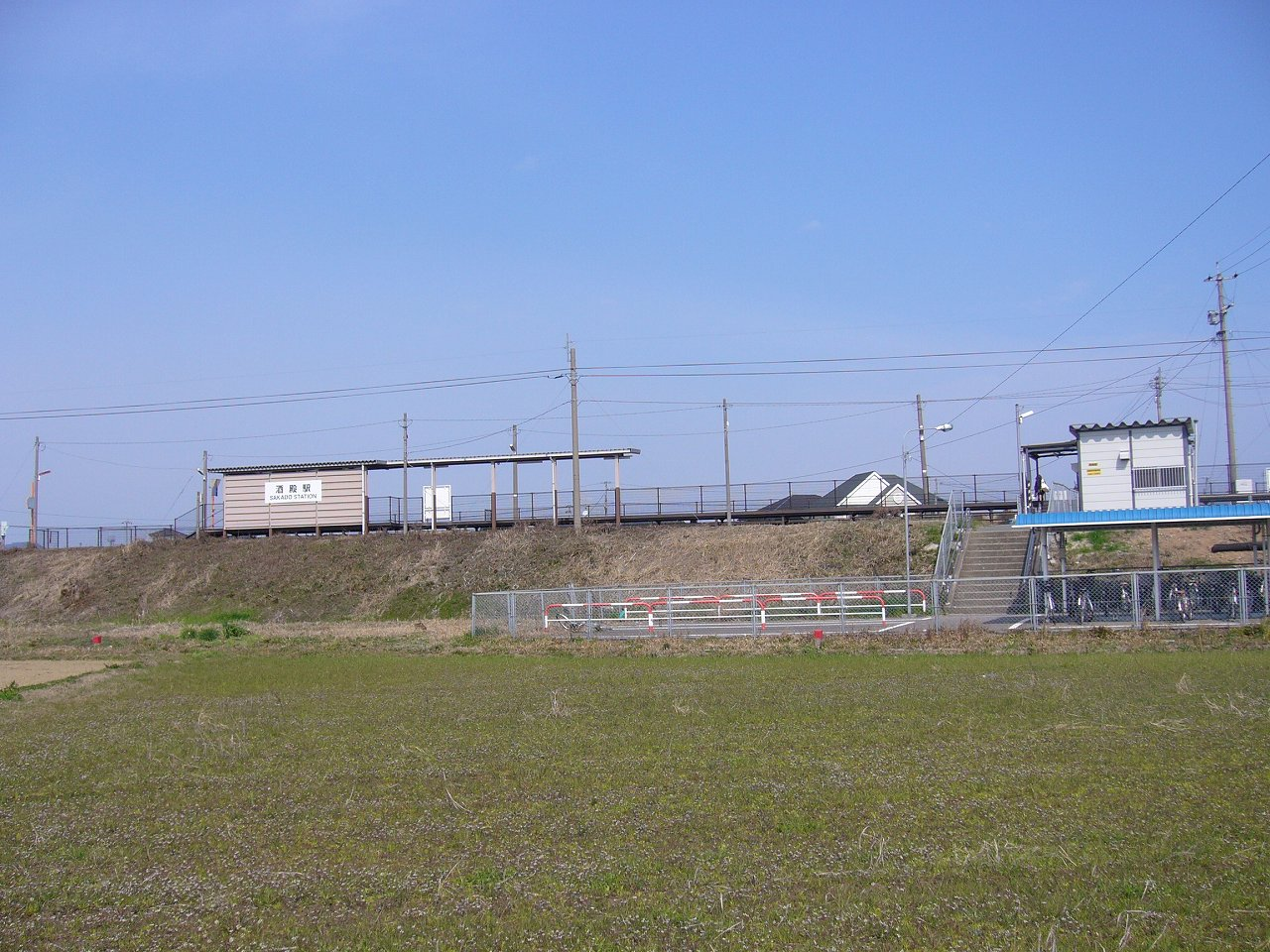
駅南口遠景（2007年2月）
駅南口新設後、土地区画整備前の姿であり現在は手前に建物が建っているほか駅舎も改修された

相対式ホーム2面2線を有する無人駅。ホーム間は構内踏切で結ばれている。
かつては北東側（下りホーム側。主な酒殿集落の反対側。乗客は貨物線の線路敷を伝い出入りをして居た）のみ駅舎があったが1993年に焼失し、駅舎跡地に待合室が建てられた。その後、2006年に有人化（その後、香椎線の他の駅と同様に2015年にANSWERシステム導入により再び無人化）に合わせて、主な酒殿集落の在る南西側に出入口と簡易駅舎を新設した。

### のりば
| のりば | 路線   | 方向 | 行先             |
| ------ | ------ | ---- | ---------------- |
| 1      | 香椎線 | 上り | 香椎・西戸崎方面 |
| 2      | 香椎線 | 下り | 宇美方面         |

## 利用状況
2020年（令和2年）度の1日平均乗車人員は557人である。
| 年度   | 1日平均 乗降人員 | 1日平均 乗車人員 |
| ------ | ---------------- | ---------------- |
| 2006年 | 300              | -                |
| 2007年 | 700              | -                |
| 2008年 | 800              | -                |
| 2009年 | 900              | -                |
| 2010年 | 900              | -                |
| 2011年 | 1,000            | -                |
| 2012年 | 1,00             | -                |
| 2013年 | 1,100            | -                |
| 2014年 | 1,100            | -                |
| 2015年 | 1,100            | -                |
| 2016年 | 1,100            | 581              |
| 2017年 |                  | 620              |
| 2018年 |                  | 653              |
| 2019年 |                  | 673              |
| 2020年 |                  | 557              |

## 駅周辺
駅開設当時炭鉱の施設は無く、しばらく経って排気専用の斜坑が設置された。戦後国鉄に経営が移った海軍炭鉱の立坑からの接続の、酒殿排気立坑が設置される。閉山後に酒殿排気立坑と酒殿排気専用斜坑の敷地に、九州鉱山保安センターが開設された。九州各地は元より全国の炭鉱から、訓練や研修に多くの炭鉱職員が来場して居た。
学校等の見学にも応じて居た。
但し、その後も酒殿の集落は駅舎と逆のバス通り沿いであった為、国鉄時代の駅周囲は田園地帯であり人家は疎らであったのだが、2000年代から至近に大型商業施設が進出し、ほかにも近年マンションや一戸建ての住宅が急激に増え、駅の利用客も数年で倍増した。2018年より「粕屋町酒殿駅南土地区画整理事業」が始まり、駅前広場・新駅舎建設・公園・マンション・戸建て住宅などを整備し、2022年3月に竣工した。
- イオンモール福岡
- エフコープかすや店
- ドラッグコスモス粕屋店
- コメダ珈琲店福岡粕屋店
- 駕与丁公園（駕与丁池）
- 西鉄バス「萱場」停留所
- かよいちょう保育園
- 酒殿芝生公園
- 九州縦貫自動車道
- 福岡県道24号福岡東環状線
- 福岡県道91号志免須恵線

### バス路線
駅ロータリー内に「JR酒殿駅前」停留所があり、ふれあいバス（粕屋町福祉巡回バス）の路線が発着する。
ふれあいバス（粕屋町福祉巡回バス）
- Bコース[20][21]
  - 粕屋町福祉センター

※片回り循環のため、粕屋フォーラム（粕屋町立図書館・歴史資料館）方面への乗車はできない。

## 隣の駅
九州旅客鉄道（JR九州）
 香椎線
長者原駅（JD11） - 酒殿駅（JD12） - 須恵駅（JD13）

### かつて存在した路線
日本国有鉄道
香椎線旅石支線（貨物専用）
酒殿駅 - 志免駅